# Hogna annexa
Hogna annexa är en spindelart som först beskrevs av Chamberlin och Ivie 1944.  Hogna annexa ingår i släktet Hogna och familjen vargspindlar. Inga underarter finns listade i Catalogue of Life.